# Groenplaats (Tranvía de Amberes)
La estación de Groenplaats es una estación de la red de Tranvía de Amberes, perteneciente a la sección del premetro, operada por las líneas    y .
Se encuentra en el túnel oeste de la red, bajo la plaza Groenplaats ("plaza verde").

## Presentación
La estación fue inaugurada el 25 de marzo de 1975. Es una de las más antiguas del Premetro de Amberes. Se caracteriza por un recubrimiento verde en el andén hacia la estación Van Eeden y un acabado en ladrillo en el otro andén.
En un principio, esta estación era el final de las líneas que utilizan el premetro. Tomaban después de parar en el andén un bucle para dar la vuelta y colocarse en el andén opuesto. Cuando se prolongó el túnel hacia Van Eeden, esta se transformó en una galería.
El primer nivel contiene las máquinas dispensadoras, estando el andén hacia Van Eeden en el segundo nivel y el que va hacia Meir en el tercero.
El primer nivel contiene las máquinas dispensadoras, estando los andenes en el segundo.
Al nivel de la calle, hay una parada de la línea .

## Intermodalidad
| Línea | Recorrido          |
| ----- | ------------------ |
|       | Hoboken ↔ Silsburg |

| Línea | Recorrido                |
| ----- | ------------------------ |
| 22    | Groenplaats ↔ UZA        |
| 180   | Groenplaats ↔ Aartselaar |
| 181   | Groenplaats ↔ Rumst      |
| 182   | Groenplaats ↔ Boom       |
| 183   | Groenplaats ↔ Niel       |